# Barbatos

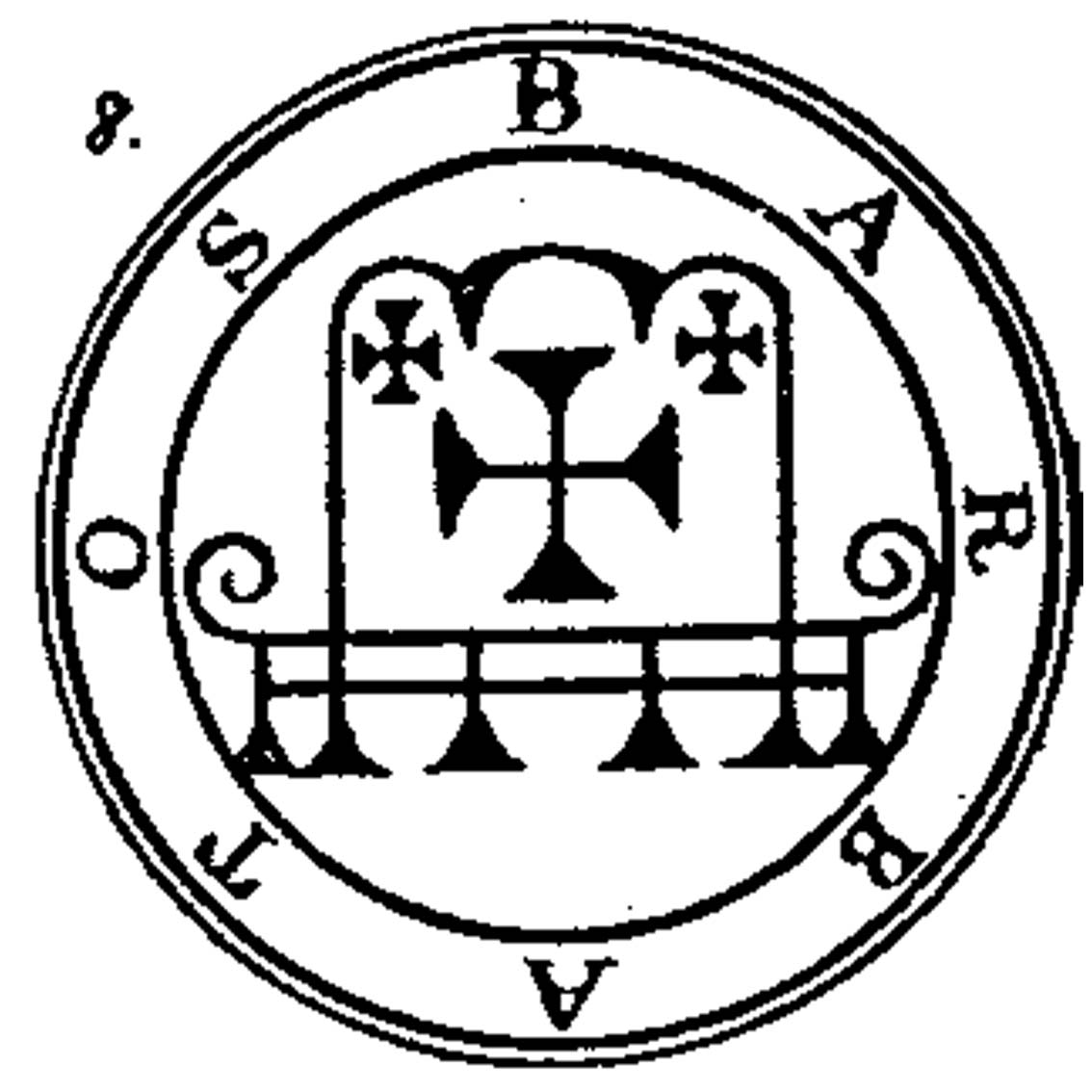
Sello de Barbatos.

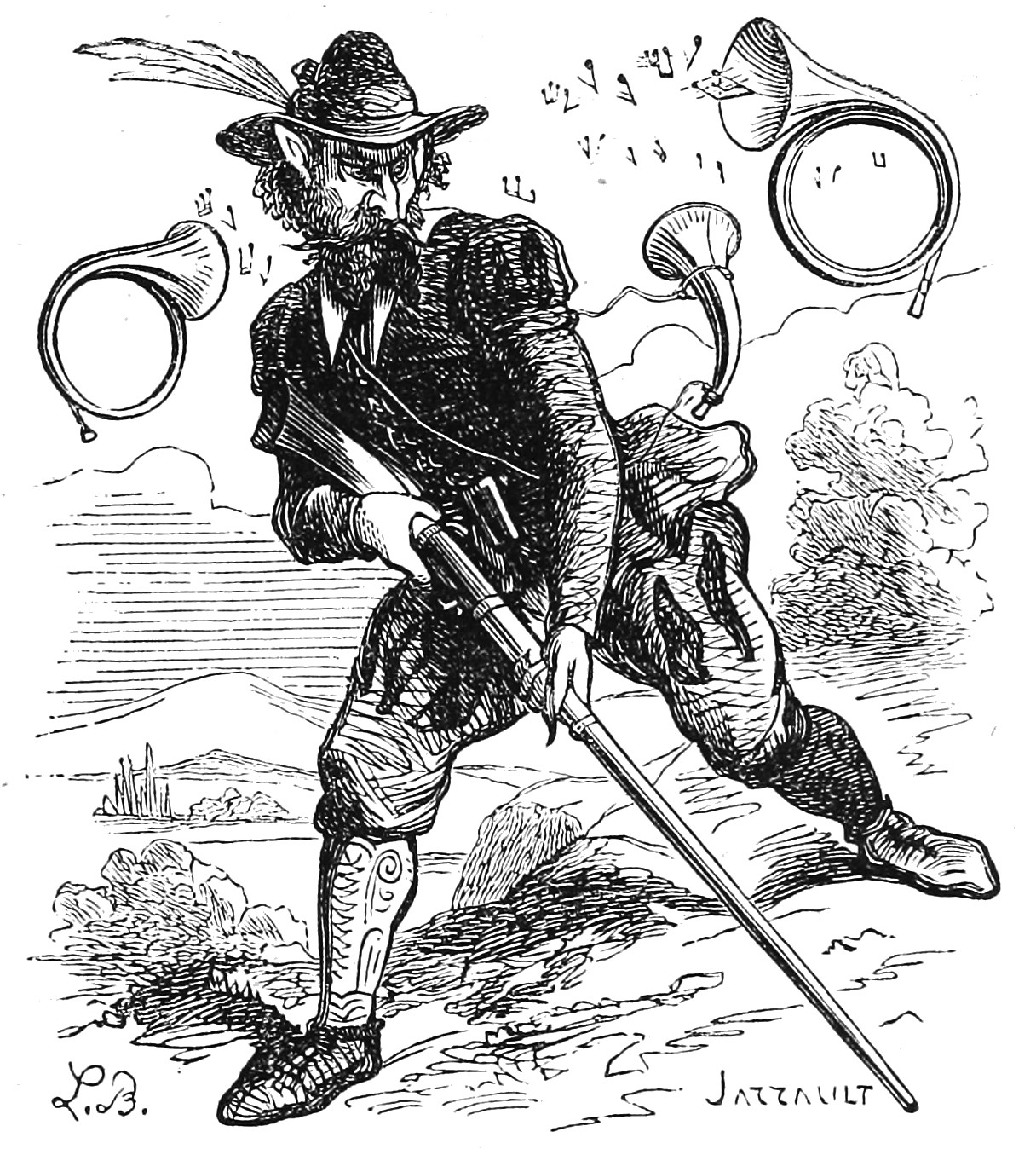
Barbatos en el Diccionario infernal de Collin de Plancy.

En demonología, Barbatos es un demonio que ostenta los títulos de conde y duque del Infierno. Gobierna sobre treinta legiones de demonios y tiene cuatro reyes como séquito para mandar sus legiones. Otorga el entendimiento de las voces de los animales, conoce el pasado y el futuro, puede ganarse amigos y gobernantes y puede conducir a los hombres a tesoros escondidos que han sido ocultados por hechizos de magos a cambio de tu alma.
Según el Libro de San Cipriano, Barbatos es uno de los tres demonios subordinados a Satanachia, junto con Pruslas y Aamon. Según otras versiones, Barbatos sirve como ayudante de Astaroth o está bajo las órdenes de Belcebú.
Su nombre parece derivar del Latín barbatus, que significa barbudo o barbado. Es considerado como un anciano filósofo.